# Brasão de Praga

O Brasão de Armas da cidade de Praga (em checo: Znak hlavního města Prahy) é inspirado no brasão de armas da Cidade Velha. A versão atual data de 1918, sofreu algumas modificações em 1964. O design atual é de 1991.